# 卡罗琳·诺克斯
 （娘家姓佩里；1972年6月26日—）是一位英国政治人物，原是保守党党员，2019年9月因議會表決時不支持同黨首相鮑里斯·強森的脫歐提案，因而被開除黨籍。现任英国下议院罗姆塞和北南安普顿选区议员、前内政部移民副大臣。
曾任内阁办公厅政府弹性和效率政务次官、工作和养老金部政务次官、下议院艺术品咨询委员会主席、工作和养老金部残障人士副大臣国会私人秘书等职。

## 早年经历
诺克斯生于汉普郡林德赫斯特医院，但在西沃洛被抚养长大，她现在仍定居于那里，其国会选区也在同一范围内。她是保守党欧洲议会议员罗伊·佩里的女儿，她曾在拉姆西综合学校、温彻斯特的彼得·西蒙兹学院接受教育，1991-1994年间在萨塞克斯大学读政治学。
毕业后，她成为其父亲的政策顾问。开启选举之路前，她是动物福利慈善机构全国矮种马协会执行长，通过教育、培训和竞争促进以支持传统的英国本土矮种马。
1999年诺克斯在民政教区外拉姆西当选泰斯特谷自治市议会议员，后任休闲政策负责人。2010年5月当选国会议员后卸任。
诺克斯曾于2001年大选挑战南安普顿伊钦选区，2005年大选挑战拉姆西选区，皆未成。

## 个人生活
诺克斯现已离异，与女儿生活在一起。